# Nordarabisch
Als Nordarabisch bezeichnet man in Klassifizierungen der semitischen Sprachen die arabische Sprache mit ihren historischen Stufen und Dialekten, einschließlich der altnordarabischen Sprachen, um sie von den ausgestorbenen altsüdarabischen Sprachen und den heute noch existierenden neusüdarabischen Sprachen zu unterscheiden. Sowohl die altsüdarabischen Sprachen als auch die neusüdarabischen Sprachen sind mit der Sprache, die man heute allgemein „Arabisch“ nennt, nicht näher verwandt. „Arabisch“ in diesem Zusammenhang weist auf die Verbreitung auf der Arabischen Halbinsel hin und nicht auf eine Verwandtschaft mit der (Nord)-Arabischen Sprache.